# Rhaphium furcatum
Rhaphium furcatum är en tvåvingeart som beskrevs av Yang och Saigusa 2000. Rhaphium furcatum ingår i släktet Rhaphium och familjen styltflugor.
Artens utbredningsområde är Sichuan (Kina). Inga underarter finns listade i Catalogue of Life.